# David Hablützel
David Hablützel (* 24. April 1996 in Zürich) ist ein Schweizer Snowboarder. Er startet in den Freestyledisziplinen.

## Werdegang
David Hablützel nimmt seit 2008 an Wettbewerben der Ticket to Ride World Snowboard Tour teil. Dabei erreichte er im Januar 2010 bei den Burton European Junior Open in Laax mit dem dritten Platz auf der Halfpipe und dem ersten Rang im Slopestyle seine ersten Podestplatzierungen.
Im Januar 2012 holte er bei den Olympischen Jugend-Winterspielen 2012 in Kühtai die Bronzemedaille im Slopestyle. Im selben Monat kam er im Slopestyle beim Engadinsnow in St. Moritz auf den dritten Rang.
In der Saison 2013/14 erreichte er den zweiten Platz im Slopestyle beim O’Neill Pleasure Jam in Schladming und den dritten Platz auf der Halfpipe bei den Burton US Open in Vail. Bei seiner ersten Olympiateilnahme 2014 in Sotschi erreichte er den fünften Platz im Halfpipe-Wettbewerb. Die Saison beendete er auf dem 19. Rang in der World Snowboard Tour-Gesamtwertung.
Im Januar 2015 errang er den neunten Platz auf der Halfpipe bei den Snowboard-Weltmeisterschaften 2015 am Kreischberg. Eine Woche später belegte er den fünften Platz bei seinem ersten Auftritt bei den Winter-X-Games in Aspen im Superpipe-Wettbewerb. Bei den Burton European Open 2015 in Laax kam er auf den dritten Platz im Halfpipe-Wettbewerb. Im folgenden Jahr errang er bei den Laax Open den dritten Platz auf der Halfpipe. Bei den X-Games Oslo 2016 wurde er Vierter im Halfpipe-Wettbewerb. Im März 2017 errang er bei den Snowboard-Weltmeisterschaften 2017 in Sierra Nevada den siebten Platz in der Halfpipe.
Bei den Winter-X-Games 2020 wurde er Zehnter und beendete die Saison 2020 auf Platz 9 der FIS-Weltrangliste in der Disziplin Snowboard Halfpipe. Bei den Snowboard-Weltmeisterschaften 2021 wurde er Vierter und erreichte in der FIS-Weltrangliste der Saison 2020/2021 den fünften Platz in der Disziplin Snowboard Halfpipe. Bei den Olympischen Winterspielen 2022 in Peking belegte er den 24. Platz. Die Saison 2022 schloss er auf Platz 17 der FIS-Weltrangliste ab. In der Wintersaison 2024 beendete er die Saison als bester Europäer auf dem 11. Platz der FIS-Weltrangliste in der Disziplin Snowboard Halfpipe.
Zwischen 2014 und 2022 hatte Hablützel mit zahlreichen Verletzungen zu kämpfen, darunter mehrere Knieoperationen, Gehirnerschütterungen und Knochenbrüche, die seine Teilnahme an verschiedenen Wettkämpfen beeinträchtigten. Trotzdem konnte er sich immer wieder an der Weltspitze behaupten.

## Unternehmerische Aktivitäten
Seit 2021 ist Hablützel auch als Keynote Speaker tätig und spricht über Themen wie Resilienz, Self-Leadership und die Integration der Generation Z in der Arbeitswelt. 2023 schloss er sein Studium der Volkswirtschaftslehre an der FernUniversität Schweiz mit einem Bachelor ab. Zudem ist er Mitbegründer des Unternehmens Teal Project, das Sportsocken aus Ozeanplastik produziert, die primär aus recycelten Materialien bestehen und Kompressionsfunktionen für den Sport bieten.
Als Unternehmer verkauft er Socken aus Ozeanplastik.